# Jan van der Horst (Judoka)
Jan van der Horst (* 16. Januar 1921; † 10. Mai 2009 in Laren) war ein niederländischer Judoka und Sporttrainer. Er gilt als einer der Judo-Pioniere in den Niederlanden.

## Leben
Zu Beginn seiner Karriere war Van der Horst als Box-Trainer und im unbewaffneten Kampf tätig und widmete sich dem Jiu-Jitsu. Kurz nach dem Zweiten Weltkrieg kam er mit Judo in Kontakt und wurde in Frankreich und Belgien unter anderem von Ichiro Abe unterrichtet. In den späten 1940er und 1950er Jahren hatte Van der Horst eine Judoschule in der Stadt Utrecht: Judo Institute Van Der Horst am Oudkerkhof. Anton Geesink erhielt dort seinen ersten Unterricht. In dieser Zeit wurde die Schule fünfmal niederländischer Meister.
1950 erhielt Van der Horst den 1. Dan und aufgrund seiner Verdienste im Judo schließlich den 9. Dan. Er wurde 1954 niederländischer Meister und erreichte im selben Jahr den dritten Platz bei der Europameisterschaft. Unter seiner Nationaltrainerschaft gewann Wim Ruska 1967 seinen ersten Weltmeistertitel und die Europameisterschaft wurde von der niederländischen Judomannschaft gewonnen.
In Sittard unterrichtete er von Anfang der 1960er Jahre bis ins hohe Alter am CIOS als Judo- und Boxlehrer; in der angrenzenden Gemeinde Selfkant unterrichtete er ebenfalls als Judo-Lehrer. Jan van der Horst lebte nach dem Zen-Buddhismus und verbreitete Kodo kan-Judo.